# Bettina Balàka

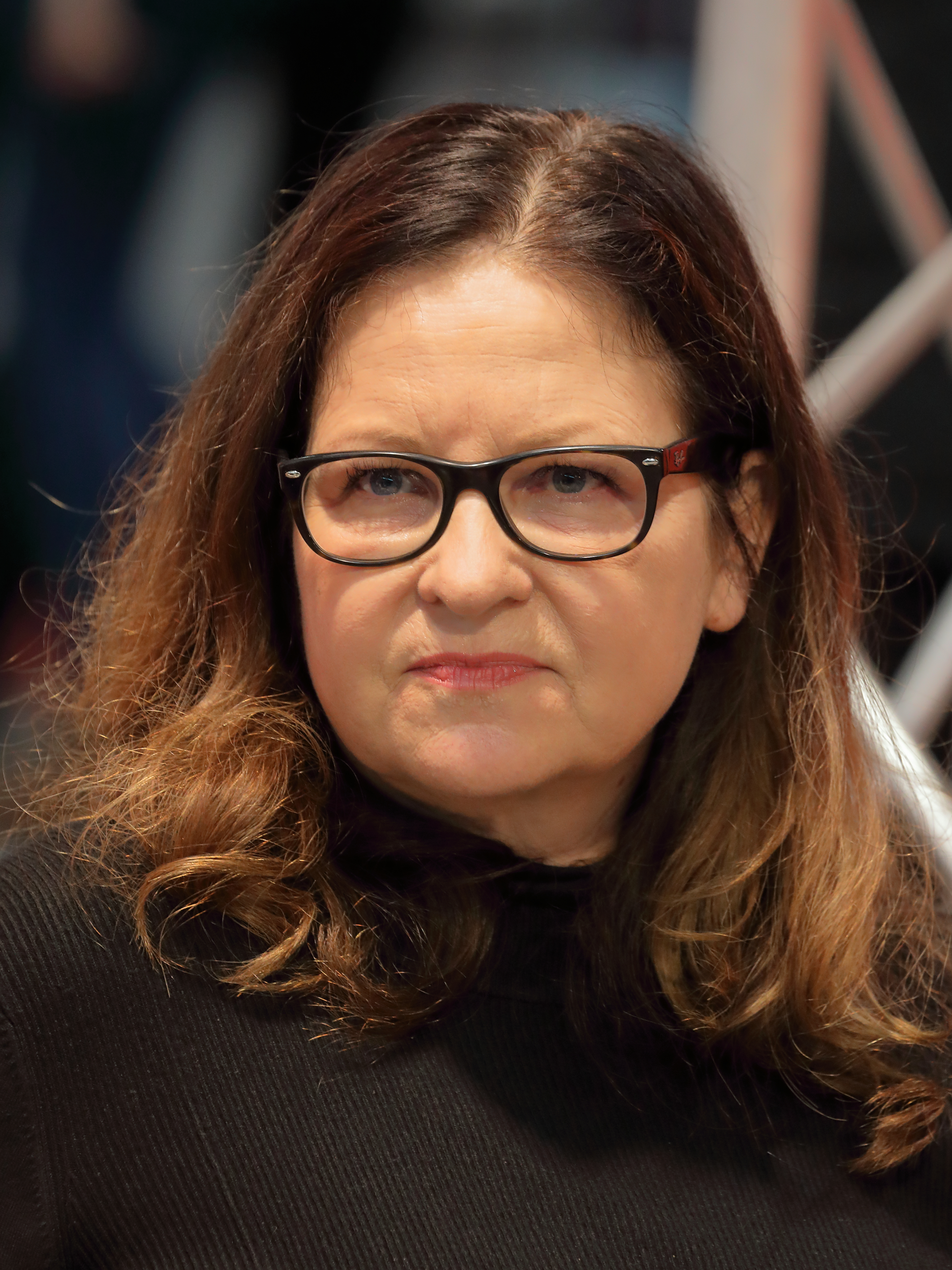
Bettina Balàka (2019)

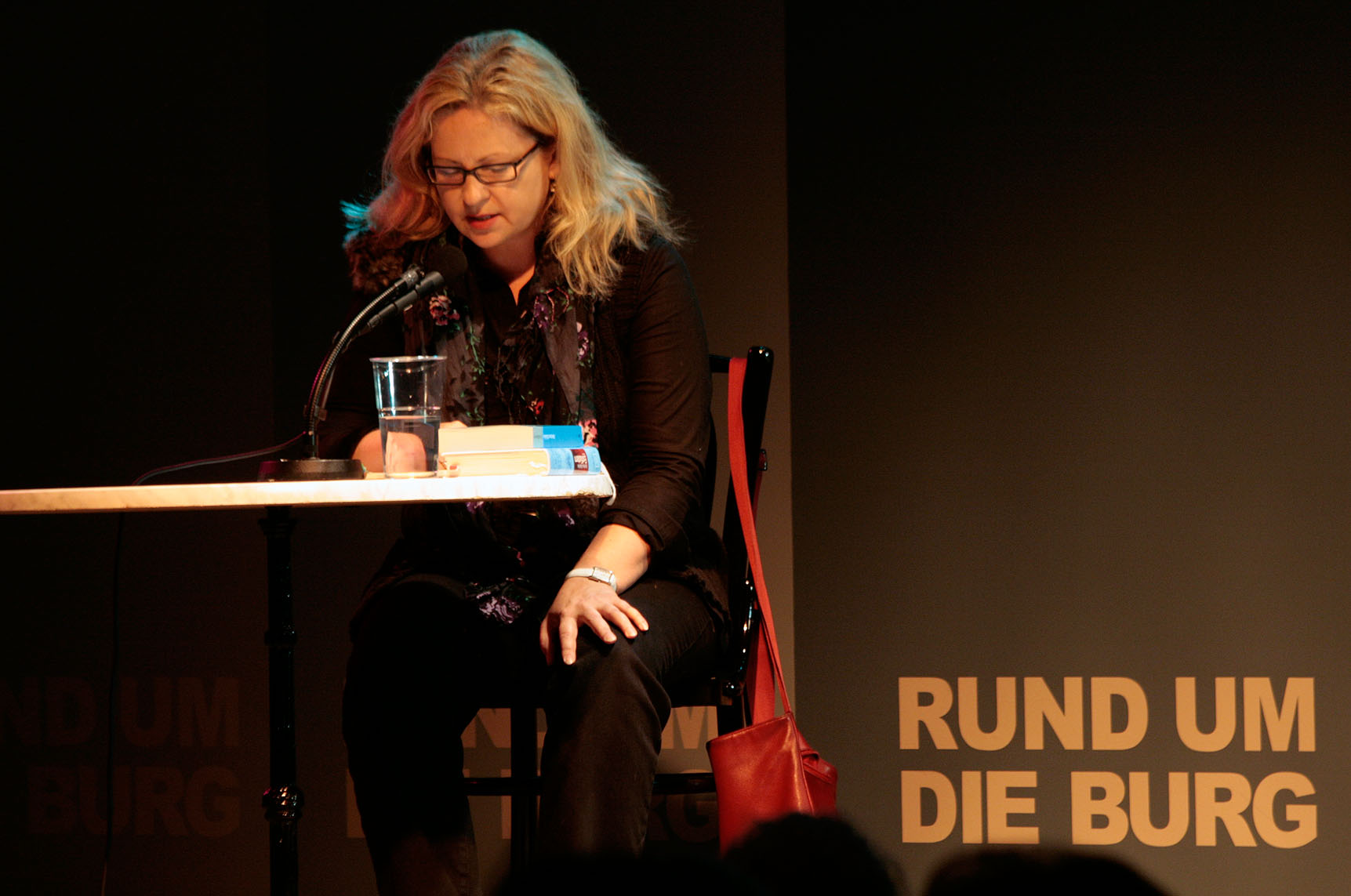
Bettina Balàka bei der Lesung Rund um die Burg (2009)

Bettina Balàka (* 27. März 1966 in Salzburg als Bettina Wieland) ist eine österreichische Schriftstellerin.

## Leben und Werk
Balàka absolvierte am Institut für Übersetzer- und Dolmetscherausbildung der Universität Wien ein Studium der italienischen und englischen Sprache, das sie mit dem Magister abschloss. Es folgten Aufenthalte in Großbritannien und den USA. Seit 1991 lebt sie als freie Schriftstellerin und Übersetzerin in Wien. 2004 nahm sie am Ingeborg-Bachmann-Wettbewerb teil.
Bettina Balàka ist Verfasserin von erzählender Prosa, Lyrik, Theaterstücken und Hörspielen. Sie ist Mitglied der Grazer Autorenversammlung und des
Verbandes Dramatischer Schriftsteller Österreichs.
2019 verarbeitete sie im Roman Die Tauben von Brünn die Lebensgeschichte von Johann Carl von Sothen. Darin stellt sie dem Millionär die Brieftaubenzüchterin Berta gegenüber. Zu Lebzeiten von Sothens gab es das Gerücht, er habe sich durch wiederholten Lotteriebetrug bereichert. Die Ziehung der Lottozahlen fand damals in Brünn statt, eine Pferdekutsche brachte die Zahlen nach Wien. Bis die Kutsche angekommen war, war eine Tippabgabe weiter möglich. Sothen soll dies genutzt haben, indem er sich die Zahlen durch Brieftauben schicken ließ. Zuvor veröffentlichte Balàka 2014 mit Unter Menschen einen Roman aus Hundeperspektive, dieser endet in Wien Am Himmel und streift ebenfalls den Fall von Sothen.
2023 veröffentlichte sie den Roman Der Zauberer vom Cobenzl über Karl von Reichenbach.

## Auszeichnungen
- 1992 Förderpreis zum Rauriser Literaturpreis
- 1993 Alfred-Gesswein-Literaturpreis
- 1993 erostepost-Literaturpreis
- 1997 Förderungspreis der Stadt Wien für Literatur
- 1998 Österreichischer Förderungspreis für Literatur
- 1999 Meta-Merz-Preis
- 1999 Österreich-1-Essay-Preis
- 2004 Theodor-Körner-Preis
- 2006 Salzburger Lyrikpreis
- 2008 Friedrich-Schiedel-Literaturpreis
- 2018 Georg-Trakl-Förderungspreis für Lyrik[2]

## Werke
- Die dunkelste Frucht. Gedichte. (= Lyrik aus Österreich. Band 60). G. Grasl, Baden bei Wien 1994, ISBN 3-85098-218-1.
- Krankengeschichten. Erzählungen, Droschl, Graz 1996, ISBN 3-85420-440-X.
- Road movies. 9 Versuche aufzubrechen. Erzählungen. Droschl, Graz 1998, ISBN 3-85420-483-3.
- Der langangehaltene Atem. Roman. Droschl, Graz 2000, ISBN 3-85420-533-3.
- Messer. Essay. Droschl, Graz 2000, ISBN 3-85420-553-8.
- Im Packeis. Gedichte. Deuticke, Wien 2001, ISBN 3-216-30458-2.
- Dissoziationen. Gedichte aus Pflanzen und Vögeln. Gedichte. Resistenz, Linz/Wien 2002, ISBN 3-85285-081-9.
- Unter Jägern. Erzählungen. Droschl, Graz 2002, ISBN 3-85420-610-0.
- Eisflüstern. Roman. Droschl, Graz/Wien 2006, ISBN 3-85420-710-7.
- Schaumschluchten. Gedichte. Droschl, Graz/Wien 2009, ISBN 978-3-85420-750-4.
- Auf offenem Meer. Erzählungen. Haymon Verlag, Innsbruck 2010, ISBN 978-3-85218-625-2.
- Kassiopeia. Roman. Haymon Verlag, Innsbruck 2012, ISBN 978-3-85218-693-1. (Juni 2012: ORF-Bestenliste)
- Unter Menschen. Roman. Haymon Verlag, Innsbruck 2014, ISBN 978-3-7099-7040-9.
- Die Prinzessin von Arborio. Roman. Haymon Verlag, Innsbruck 2016, ISBN 978-3-7099-7239-7.
- Kaiser, Krieger, Heldinnen: Exkursionen in die Gegenwart der Vergangenheit. Essays. Haymon Verlag, Innsbruck 2018, ISBN 978-3-7099-3424-1.
- Die Tauben von Brünn. Roman. Zsolnay Verlag, Wien 2019, ISBN 978-3-552-06399-0.
- Über Eugenie Schwarzwald. Mit einem Nachwort von Robert Streibel, Mandelbaum Verlag, Wien/Berlin 2020 (= Autorinnen feiern Autorinnen, Bd. 6), ISBN 978-3-85476-891-3.
- Dicke Biber: Ein Naturschutzkrimi, mit Illustrationen von Raffaela Schöbitz, Leykam Verlag, Graz u. a. 2021, ISBN 978-3-7011-8198-8.
- Der Zauberer vom Cobenzl. Roman. Haymon Verlag, Innsbruck/Wien 2023, ISBN 978-3-7099-8207-5.
- Die glücklichen Kinder der Gegenwart. Gedichte & Kurzprosa. Haymon Verlag, Innsbruck/Wien 2024, ISBN 978-3-7099-8218-1.
- Vom Zähmen, Ausbeuten und Bestaunen. Eine ungeordnete Kulturgeschichte der Natur. Essays. Haymon Verlag, Innsbruck/Wien 2024, ISBN 978-3-7099-7039-3.

Als Herausgeberin
- Wechselhafte Jahre. Schriftstellerinnen übers Älterwerden. Hg. v. Bettina Balàka. Leykam Verlag, Graz u. a. 2023, ISBN 978-3-7011-8263-3. [mit Beiträgen von Alida Bremer, Ulrike Draesner, Barbara Frischmuth, Sabine Scholl, Marlene Streeruwitz u. a.]
- Doris Brehm: Eine Frau zwischen gestern und morgen. Roman. Hg. v. Bettina Balàka. Haymon Verlag, Innsbruck/Wien 2025, ISBN 978-3-7099-8253-2.